# Maestro di Vignola
Il Maestro di Vignola (fl. XV secolo) è stato un pittore italiano attivo a Vignola attorno al 1425 e forse in altri luoghi dei domini Estensi nei primi decenni del XV secolo, prende il suo nome dagli affreschi della Cappella della Rocca di Vignola.

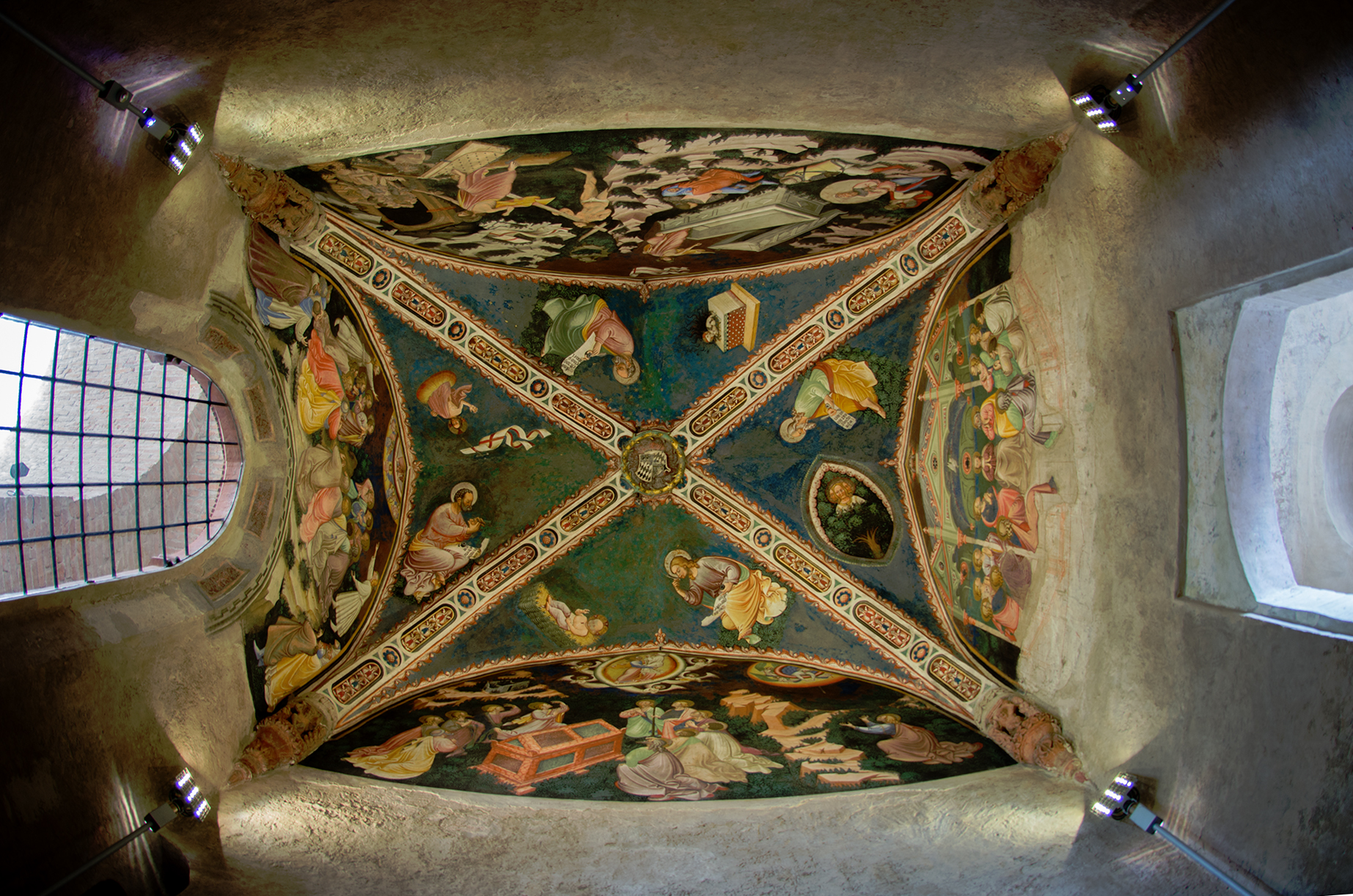
Affreschi, cappella Contrari, Rocca di Vignola

La cappella affrescata nella parte superiore (la parte inferiore era verosimilmente coperta con arazzi o con tappezzeria lignea per mantenere una temperatura adeguata) mostra nelle quattro pareti La Resurrezione e la discesa al limbo, L'Ascensione, L'Assunzione della Vergine e La Pentecoste.
Lo stile è un'interpretazione emiliana del Gotico internazionale in cui gli accesissimi e straordinari colori tipici dei migliori pittori toscani quali Lorenzo Monaco si miscelano con una prospettiva abbastanza approssimativa tuttavia estremamente efficace. Senz'altro una testimonianza importante per l'arte estense del primo Quattrocento.